# ブルクプラッツ

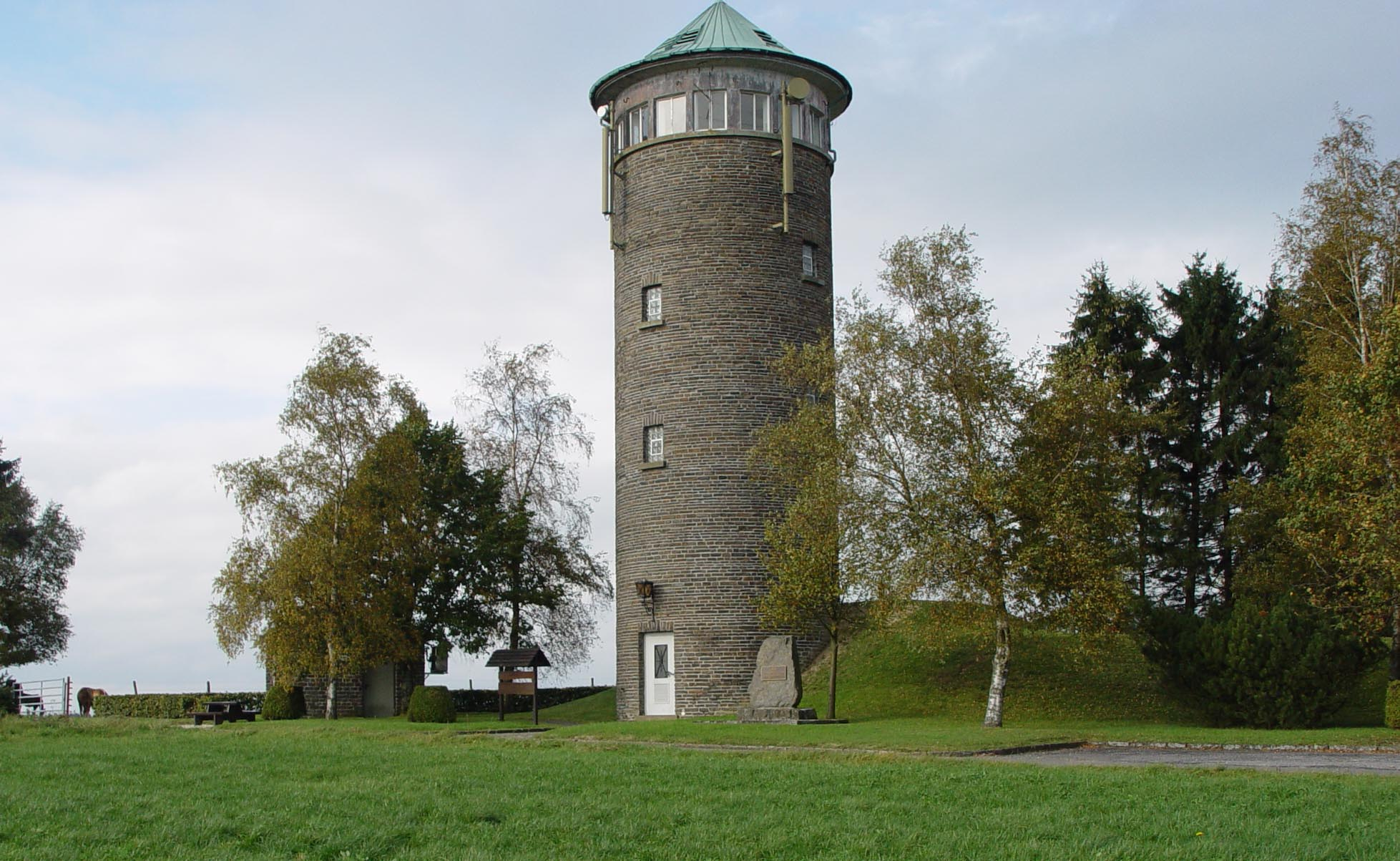
ブルクプラッツの塔

ブルクプラッツ（Buurgplaatz, または、Buergplaatz, Burrigplatz, Burgplatz, Buergplaz zu Huldang）は、ルクセンブルク北部のトロワヴィエルジュのコミューンにある丘である。標高559 mの頂上はエスリング地方に属し北緯50度09分41.4秒 東経6度01分41.2秒 / 北緯50.161500度 東経6.028111度座標: 北緯50度09分41.4秒 東経6度01分41.2秒 / 北緯50.161500度 東経6.028111度の位置にある。

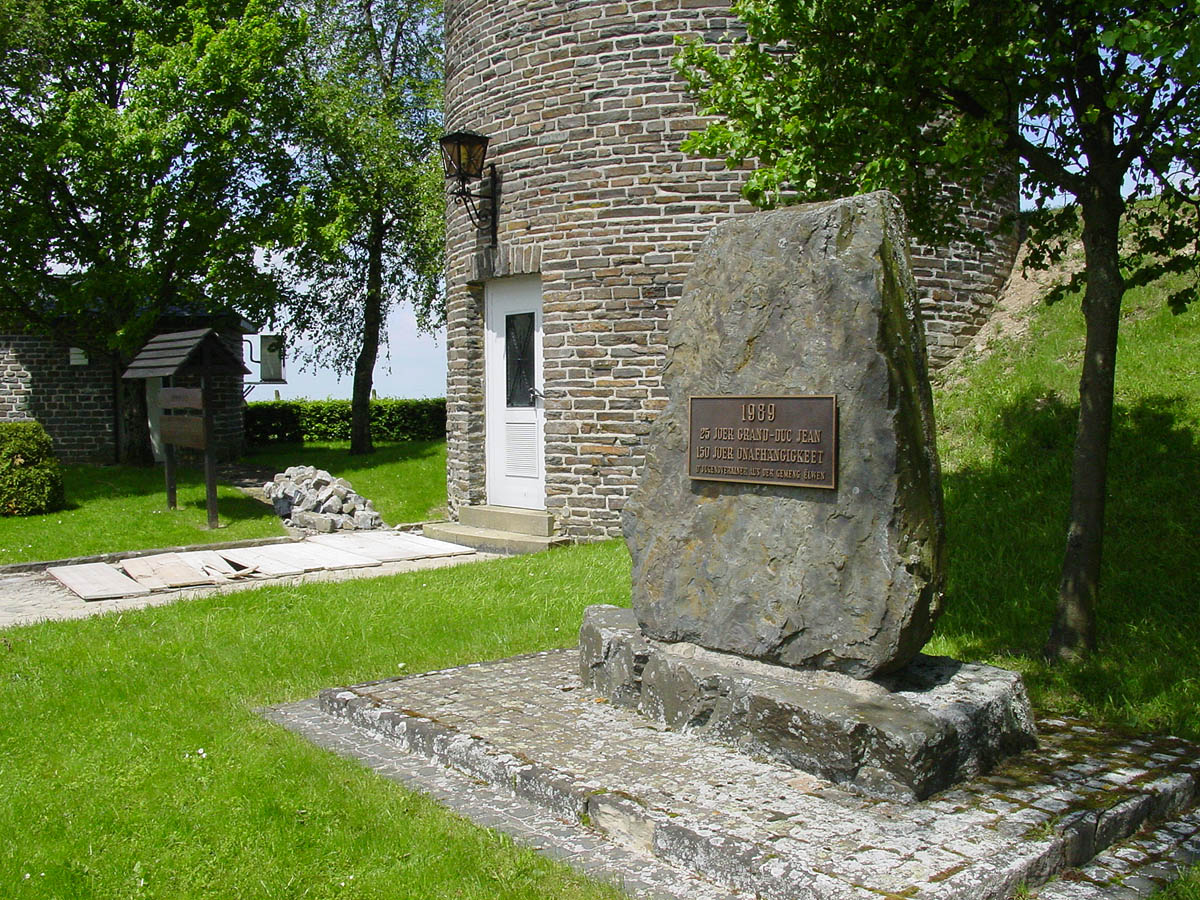
石碑と塔の基部

この場所はルクセンブルクの最高地点とよく誤って見なされることがある。それは頂上に祝賀する記念碑があるからであろう。実際にはクナイフの丘（標高560 m）に次ぐ2番目に高い地点である。